# Stefano Maarten Seedorf
Stefano Maarten Seedorf (Pronúncia do AFI: [ˈklɛrənˈseːdɔrf]. [ˈklɛrəns] e [zeːdɔrf]) (Paramaribo, 28 de abril de 1982) é um futebolista holandês. Está aposentado.

## Carreira
Começou sua carreira no clube da Holanda,no ano de 2001, jogou a Liga dos Campeões da UEFA, mesmo clube que seu primo Clarence Seedorf,teve uma passagem regular pela equipe, não conseguiu ser titular em muitos jogos no final de seu contrato co o Ajax, fechou com outra equipe de holanda o NAC Breda, jogou um ano na equipe, foi negociado com o FC Groningen de mais expressão no futebol da holanda, onde jogou 3 temporadas como titular no time, mas acabou tendo uma lesão, rompendo os ligamentos do joelho e acabou encerrando seu contrato com o FC Groningen.
o Apollon Limassol do Chipre,acertou contrato de um ano com o Stefano Maarten Seedorf na temporada de 2006 e 2007, no final do ano acertou com o PAE Veria da Grécia, jogou a temporada 2007 e 2008. ano seguinte acertou com o clube Italiano Monza jogando a segunda divisão da italia por 3 anos seguidos, com boas atuações acabou voltando a jogar na Holanda no time NAC Breda jogando a temporada 2011 e 2012, atualmente defende o Alecrim do Brasil, jogando a Serie D do Campeonato Brasileiro de Futebol.

## Vida pessoal
Fala holandês por ser a língua falada no Suriname.
Também tem familiares que jogam futebol, são eles: Chedric Seedorf, seu primo que joga no Monza, seu primo Regilio Seedorf, que atualmente joga no Gandzasar, seu irmão, Jurgen Seedorf, que atualmente está sem clube e o primo Clarence Seedorf que jogou no Botafogo e atualmente é treinador e está no comando do Real Club Deportivo de La Coruña.